# Премія «Люм'єр» за найкращий франкомовний фільм
Премія «Люм'єр» за найкращий франкомовний фільм (фр. Prix Lumières du meilleur film francophone (hors de France)) одна з премій, яку присуджує французька Академія «Люм'єр» (фр. Académie des Lumières) з 2003 року за найкращий фільм французькою мовою, знятий не у Франції. Нагороду була засновано замість премії за найкращий іноземний фільм, яку присуджували з 1996 по 2002 рік.

## Переможці та номінанти
Нижче наведено список лауреатів та номінантів премії. Імена переможців виділені окремим кольором.

### 2000-ні
| Рік        | Назва українською        | Оригінальна назва              | Режисер(и)                              |
| ---------- | ------------------------ | ------------------------------ | --------------------------------------- |
| 2003 8-ма  | Син                      | Le Fils                        | Жан-П'єр Дарденн та Люк Дарденн         |
| 2004 9-та  | Навали варварів          | Les Invasions barbares         | Дені Аркан                              |
| 2005 10-та | Завтра переїжджаємо      | Demain on déménage             | Шанталь Акерман                         |
| 2006 11-та | Дитина                   | L'Enfant                       | Жан-П'єр Дарденн та Люк Дарденн         |
| 2007 12-та | Бамако                   | Bamako                         | Абдеррахман Сіссако                     |
| 2007 12-та | Сполучені штати Альберта | Les Etats-Unis d'Albert        | André Forcier                           |
| 2007 12-та | C.R.A.Z.Y.               | C.R.A.Z.Y.                     | Жан-Марк Валле                          |
| 2007 12-та | Бункер Парадіз           | Bunker Paradise                | Стефан Ліберскі                         |
| 2007 12-та | Досить!                  | Barakat!                       | Джаміла Сахрауї                         |
| 2008 13-та | Насолодження-Палома      | Délice Paloma                  | Надір Мокніш                            |
| 2008 13-та | Ковбой                   | Cowboy                         | Бенуа Марьяж                            |
| 2008 13-та | Зачаровані танцем        | J'aurais voulu être un danseur | Ален Берлінер                           |
| 2008 13-та | В руках мого ворога      | Voleurs de chevaux             | Міша Волд                               |
| 2008 13-та | Епоха затьмарення        | L'Age des ténèbres             | Djamila Sahraoui                        |
| 2008 13-та | Африка показує!          | Africa paradis                 | Сильвестр Амуссу                        |
| 2009 14-та | Мовчання Лорни           | Le Silence de Lorna            | Жан-П'єр Дарденн та Люк Дарденн         |
| 2009 14-та | Джонні — Скажений Пес    | Johnny Mad Dog                 | Жан-Стефан Софер                        |
| 2009 14-та | Дім                      | Home                           | Урсула Маєр                             |
| 2009 14-та | Румба                    | Rumba                          | Домінік Абель, Фіона Гордон, Бруно Ромі |
| 2009 14-та | Фару, богиня води        | Faro, la reine des eaux        | Саліф Траоре                            |

### 2010-ті
| Рік        | Назва українською           | Оригінальна назва                     | Режисер(и)                           |
| ---------- | --------------------------- | ------------------------------------- | ------------------------------------ |
| 2010 15-та | Я вбив свою маму            | J'ai tué ma mère                      | Ксав'є Долан                         |
| 2010 15-та | Негідниці                   | Les Saignantes                        | Жан-П'єр Беколо                      |
| 2010 15-та | Один день                   | 1 journée                             | Жакоб Бергер                         |
| 2010 15-та | Де рука людини без голови   | Où est la main de l'homme sans tête   | Гійом Маландрін та Стефані Маландрін |
| 2010 15-та | Приватні уроки              | Elève libre                           | Жоакім Лафосс                        |
| 2010 15-та | Небесні пташки              | Les Oiseaux du ciel                   | Елен де Латур                        |
| 2011 16-та | Людина, що кричить          | Un Homme qui crie                     | Махамат Салех Гарун                  |
| 2011 16-та | Орлі                        | Orly                                  | Ангела Шанелек                       |
| 2011 16-та | Гіркота                     | Amer                                  | Елен Катте, Бруно Форцані            |
| 2011 16-та | Нелегал                     | Illégal                               | Олив'є Массе-Депасс                  |
| 2011 16-та | Уявне кохання               | Les Amours Imaginaires                | Ксав'є Долан                         |
| 2012 17-та | Пожежі                      | Incendies                             | Дені Вільньов                        |
| 2012 17-та | Хлопчик з велосипедом       | Le Gamin au vélo                      | Жан-П'єр Дарденн та Люк Дарденн      |
| 2012 17-та | Гіганти                     | Les Géants                            | Булі Ланнерс                         |
| 2012 17-та | Керлінг                     | Curling                               | Дені Коте                            |
| 2012 17-та | І куди ми тепер?            | Et maintenant on va où ?              | Надін Лабакі                         |
| 2013 18-та | Пірога                      | La Pirogue                            | Мусса Туре                           |
| 2013 18-та | Месьє Лазар                 | Monsieur Lazhar                       | Філіп Фалардо                        |
| 2013 18-та | Лоранс у будь-якому випадку | Laurence Anyways                      | Ксав'є Долан                         |
| 2013 18-та | Сестра                      | L'Enfant d'en Haut                    | Урсула Маєр                          |
| 2013 18-та | Після кохання               | A perdre la raison                    | Жоакім Лафосс                        |
| 2014 19-та | Коні Бога                   | Les Chevaux de Dieu                   | Набіль Аюш                           |
| 2014 19-та | Сьогодні                    | Aujourd'hui                           | Ален Гоміс                           |
| 2014 19-та | Той, що розкаявся           | El Taaib (Le Repenti)                 | Мерзак Аллуаш                        |
| 2014 19-та | Мрець, що говорить          | Dead Man Talking                      | Патрік Рідремонт                     |
| 2014 19-та | Габріель                    | Gabrielle                             | Луїз Аршамбо                         |
| 2014 19-та | Аукціон                     | Le Démantèlement                      | Себастьєн Пілот                      |
| 2015 20-та | Два дні, одна ніч           | Deux jours, une nuit                  | Брати Дарденн                        |
| 2015 20-та | Це вони собаки...           | C'est eux les chiens...               | Хішам Ласрі                          |
| 2015 20-та | Лихоманки                   | Fièvres                               | Хічам Аюш                            |
| 2015 20-та | Людина із Орана             | L'Oranais                             | Льє Салем                            |
| 2015 20-та | Мамочка                     | Mommy                                 | Ксав'є Долан                         |
| 2015 20-та | Біг                         | Run                                   | Філіп Лакот                          |
| 2016 21-ша | Сильно кохана               | Much Loved                            | Набіль Аюш                           |
| 2016 21-ша | Марнославство               | La Vanité                             | Лайонел Баєр                         |
| 2016 21-ша | Коли я відкриваю очі        | À peine j'ouvre les yeux              | Лейла Бузід                          |
| 2016 21-ша | Надновий заповіт            | Le Tout Nouveau Testament             | Жако Ван Дормель                     |
| 2016 21-ша | Наступного року             | L'Année prochaine                     | Ваня Летюрк                          |
| 2016 21-ша | Тераси                      | Les Terrasses                         | Мерзак Аллуаш                        |
| 2017 22-га | Геді                        | Hedi                                  | Мохамед Бен Атіа                     |
| 2017 22-га | Бельгія                     | Belgica                               | Фелікс ван Гронінген                 |
| 2017 22-га | Невідома                    | La fille inconnue                     | Жан-П'єр Дарденн, Люк Дарденн        |
| 2017 22-га | Це всього лиш кінець світу  | Juste la fin du monde                 | Ксав'є Долан                         |
| 2017 22-га | Мімози                      | Mimosas                               | Олівер Лакс                          |
| 2017 22-га | Перший, останній            | Les Premiers, les Derniers            | Булі Ланнерс                         |
| 2018 23-тя | У Сирії                     | InSyriated                            | Філіпп ван Леу                       |
| 2018 23-тя | Весілля                     | Noces                                 | Стефан Стрекер                       |
| 2018 23-тя | Дива в Парижі               | Paris pieds nus                       | Домінік Абель та Фіона Гордон        |
| 2018 23-тя | До кінця літа               | Avant la fin de l’été                 | Мар'ям Гурмассай                     |
| 2018 23-тя | Красуня і пси               | La Belle et la Meute (Aala Kaf Ifrit) | Каутер Бен Ханья                     |
| 2019 24-та | Дівчина                     | Girl                                  | Лукас Донт                           |
| 2019 24-та | Капернаум                   | کفرناحوم (Capharnaüm)                 | Надін Лабакі                         |
| 2019 24-та | Кріс швейцарський           | Chris the Swiss                       | Аня Кофмель                          |
| 2019 24-та | Наші битви                  | Nos batailles                         | Гійом Сене                           |
| 2019 24-та | Образа                      | L'Insulte                             | Зіад Дуері                           |